# Yacimiento de Urengói
El Yacimiento de gas de Urengói (en ruso: Уренгойское газовое месторождение, Urengóiskoye gázovoye mestorozhdenie), en el norte de la Llanura de Siberia Occidental, en Rusia, es el segundo yacimiento de gas natural tras el de South Pars-North Dome. Contiene alrededor de 10 trillones de metros cúbicos. Está situado en el distrito autónomo de Yamalo-Nénets del óblast de Tiumén, al sur del círculo polar ártico, y recibió su nombre del asentamiento de Urengói.

## Historia
El campo de gas de Urengói fue descubierto en junio de 1966 La primera perforación que encontró gas se hizo el 6 de julio de 1966, comenzando la producción del mismo en 1978. El 25 de febrero de 1981, Urengói produjo su primer billón de metros cúbicos de gas natural. Desde enero de 1984, exporta a Europa Occidental a través del gaseoducto Urengói-Pomary-Úzhgorod.

## Producción
El yacimiento de Urengói produce 260 billones de m² de gas natural, más de 5000 tn de condensado y 825 000 tn de petróleo al año. Es operado por Gazprom dobycha Urengói, subsidiaria de Gazprom.
El yacimiento es servido por la ciudad de Novi Urengói, fundada en 1973.